# Симон Лабиб
Симон Лабиб (на английски: Simone Lahbib) е шотландска актриса. Тя е най-известна с ролята си в драмата „Лоши момичета“ .

## Биография
Симон Никол Жан Лабиб Оулд Чикъл (рождено име) е родена на 6 февруари 1965 г. в Стърлинг, Шотландия. Дъщеря е на шотландска майка и френско алжирски баща. Тя получава актьорското си обучение в колеж „Кралица Маргарет“ в Единбург, като преди това е била в училище за балет в Единбург.
Симон се омъжва за британско-италианския актьор Рафело Дегрутоля на 10 май 2003 г.. През октомври 2005 г. тя ражда дъщеря им, Скай.

## Кариера
Симон започва кариерата си през 1985 г., когато тя участва във филма „Момичето на снимката“, един филм, режисиран от Кари Паркър. След като се появи в много малко филми в цялата си кариера, Лабиб създава забележима кариера в телевизията. След като е с гост участия на известни телевизионни драми като „Тагарт“ и „Дейнджърфийлд“, тя получава първата си главна роля, в сапунена опера „Лондонски Мост“ като Мери О'Конър.
През 2013 г. Симон открива училище за сценични изкуства: пеене, танци и актьорско майсторство, в Северен Лондон, Барнет, за деца на възраст от 3 до 18 години.

## Филмография

### Филми
- 1985 „Момичето в картината“
- 2005 „Червен живак“
- 2013 „Филомена“[6]
- 2014 „Филм: Филмът“

### Телевизия
- 1992 „Тагарт“
- 1994 „Криминална история“
- 1995 „Тагарт“
- 1996 „Опасно поле“
- 1996 „Дъщерята на вещицата“
- 1996 – 1997 „Лондонски мост“
- 1999 – 2001 „Лоши момичета“
- 2002 „Делото на съдия Джон“
- 2003 „Семеен“
- 2004 „Паднал“
- 2004 „Монарх“
- 2005 „Безсърдечен“
- 2006 – 2008 „С Дявола“
- 2010 „Сам“
- 2012 „Нови трикове“
- 2012 „Имението Даунтън“